# Козин, Валентин Иванович
Валентин Иванович Козин (род. 7 июня 1940, Москва, СССР) — советский хоккеист, нападающий, мастер спорта СССР международного класса, хоккейный судья всесоюзной категории.

## Биография
С 1954 года Валентин Козин играл в юношеской хоккейной команде в Москве. В 1958 году был принят в хоккейную команду «Локомотив» (Москва), в составе которой выступал в чемпионатах СССР 1958—1969 годов, а в 1961 году стал бронзовым призёром чемпионата. В «Локомотиве» Козин сначала играл в тройке с Александром Гришиным и Юрием Чумичкиным, а затем, с 1962 года, с Виктором Якушевым и Виктором Цыплаковым. В чемпионатах СССР сыграл за «Локомотив» около 300 матчей и забросил 206 шайб.
В 1966 году Козин окончил Московский институт инженеров транспорта (факультет «Строительство железных дорог»)
В 1971—1975 годах Козин выступал за команду «Химик» (Воскресенск), в её составе в 1972 году выходил в финал Кубка СССР. В «Химике» он сначала играл в тройке с Александром Голиковым и Виктором Ликсюткиным, а затем — с братьями Александром и Владимиром Голиковыми.
За всё время выступлений в чемпионатах СССР провёл 414 матчей и забросил 235 шайб. Три раза был включён в список 34 лучших хоккеистов по итогам сезона (1963—1966 годы).
В сборной СССР провёл 3 товарищеских матча (один в 1962 году и два в 1964 году), забросив 3 шайбы в ворота соперников (все три — в матче против сборной США 21 января 1964 года).
Член Клуба Всеволода Боброва, в зачёт которого вошли 258 заброшенных шайб: 235 в чемпионате СССР, 16 в играх на Кубок СССР, 3 в матчах за сборную СССР и 4 в международных турнирах.
В 1976 году Козин окончил заочное отделение Государственного центрального института физической культуры (ГЦОЛИФК). В 1980—1988 годах был хоккейным арбитром, судил матчи чемпионатов СССР. Получил звание судьи всесоюзной категории, семь раз попадал в десятку лучших судей страны. Занимал ответственные посты в Федерации хоккея СССР и Федерации хоккея России.

## Достижения
- Бронзовый призёр чемпионата СССР — 1961[1].
- Финалист Кубка СССР — 1972[2].
- Чемпион Зимней Универсиады — 1966, 1968[2].
- Серебряный призёр Зимней Универсиады — 1962[2].
- Обладатель кубка Ахерна  - 1972
- Обладатель Кубка Шпенглера — 1967[2].
- Член Клуба Всеволода Боброва (258 голов, 45-е место)[8].